# Carindacilină
Carbenicilina este un antibiotic din clasa penicilinelor, subclasa carboxipeniciline, fiind utilizat în tratamentul unor infecții bacteriene (în special, infecții de tract urinar, acute și cronice). Este un promedicament al carbenicilinei. Calea de administrare disponibilă este cea orală. 